# Žabnický vodopád
Žabnický vodopád je přírodní kaskádovitý vodopád na horské části toku potoka Žabník, v údolí pod kopcem Juřacka, u osady V Žabníku, pod vesnicí Uhřínov v Oderských vrších (součást Nízkého Jeseníku) v okrese Přerov. Na horním toku Žabníku (přítok řeky Bečvy) jsou tři větší vodopády (výška kolem 2 m) a několik menších vodopádů. Průtok je cca 20 l/s.

## Další informace
Žabnické vodopády se nacházejí také poblíže studánky (pramen Juřacka). Kolem vodopádů vedou cyklostezky.
Vodopády se nacházejí na hranici katastru vesnice Podhoří (místní část města Lipník nad Bečvou) a Uhřínov (místní část města Hranice).
V okolí se nacházejí další vodopády, kterými jsou Loučská kaskáda (cca 4,8 km západním směrem) a Partutovický vodopád (cca 6,3 km severovýchodním směrem).

## Galerie

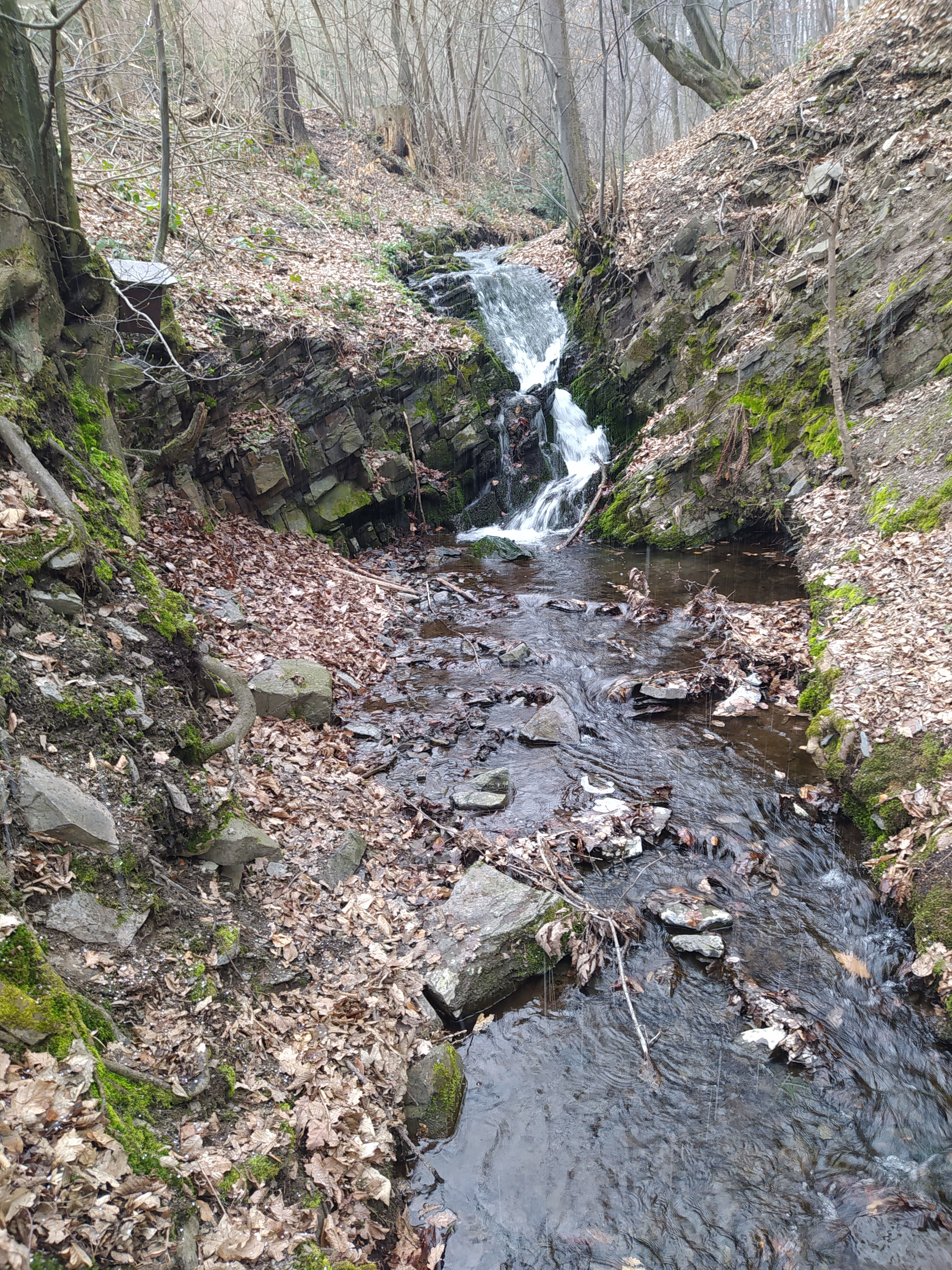
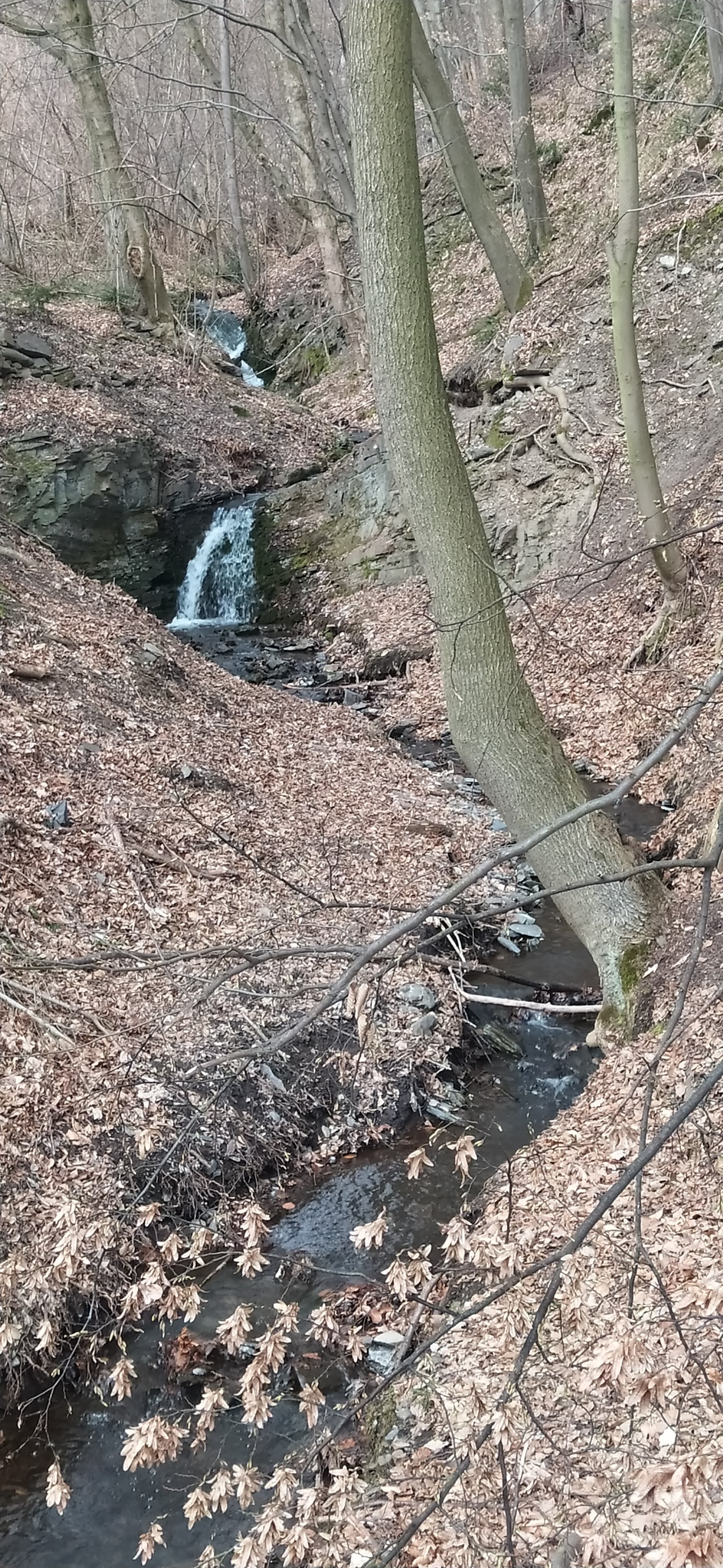